# Forma linear
Em álgebra linear, uma forma ou funcional linear (também chamado de covetor ou 1-forma) é uma aplicação ou transformação linear de um espaço vetorial sobre seu corpo de escalares, ou seja, é uma transformação que mapeia vetores a escalares.
Em geral, se V é um espaço vetorial sobre um corpo k, então uma forma linear ƒ é uma função de V a k que é linear:
{\displaystyle f({\vec {v}}+{\vec {w}})=f({\vec {v}})+f({\vec {w}})} para todo {\displaystyle {\vec {v}},{\vec {w}}\in V}
{\displaystyle f(a{\vec {v}})=af({\vec {v}})} para todo {\displaystyle {\vec {v}}\in V,a\in k}
O conjunto de todas as transformações lineares de um espaço vetorial sobre seu corpo, Homk(V,k), chamamos de espaço dual, que se denota geralmente V* o V′.